# الدوري الإسباني لكرة السلة للسيدات
الدوري الإسباني لكرة السلة للسيدات (بالإسبانية: Liga Femenina de Baloncesto de España)‏ هو دوري كرة سلة احترافي للسيدات في إسبانيا تأسس في سنة 1964 يتم تنظيمه من قبل الاتحاد الإسباني لكرة السلة. يلعب فيه 14 فريقًا.

## وصلات خارجية
- الموقع الرسمي